# Панаев, Лев Аркадьевич
Лев Аркадьевич Панаев (1882 — 1915) — ротмистр 12-го гусарского Ахтырского полка, герой Первой мировой войны.

## Биография
Из потомственных дворян Казанской губернии. Третий сын полковника Аркадия Александровича Панаева (1821—1889) и жены его Веры Николаевны Одинцовой (ум. 1923). Старшие братья Борис и Гурий — также офицеры-ахтырцы, георгиевские кавалеры.
Окончил 2-й кадетский корпус (1900) и Николаевское кавалерийское училище (1902), откуда выпущен был корнетом в 36-й драгунский Ахтырский полк. Произведен в поручики 1 сентября 1905 года, в штабс-ротмистры — 1 сентября 1909 года.
Окончил Офицерскую кавалерийскую школу. 29 сентября 1910 года переведен в Николаевское кавалерийское училище младшим офицером, а 4 ноября 1911 года зачислен по гвардейской кавалерии. 18 марта 1913 года переведен обратно в 12-й гусарский Ахтырский полк ротмистром, с 20 мая того же года был в командировке в Урге.
В Первую мировую войну вступил в рядах ахтырских гусар. Пожалован Георгиевским оружием
За то, что в деле 29 августа 1914 года, когда на левом фланге 24-го корпуса наша пехота, находившаяся между дер. Демня и лесом, что западнее дер. Линденфельд, начала поспешно отходить под давлением значительных и нерасстроенных сил противника, поддерживаемых сильным артиллерийским и пулеметным огнем, повел вверенный ему 4-й эскадрон, в числе прочих трех, в атаку и личным примером довел его до удара холодным оружием, несмотря на встреченные окопы и убийственный ружейный, пулеметный и артиллерийский огонь противника.
Удостоен ордена Св. Георгия 4-й степени
За то, что 19 января 1915 года при наступлении на высоты у м. Лютовиска, командуя эскадроном, несмотря на сильный ружейный огонь противника, проявил выдающееся мужество и увлекая своим примером других, первым бросился на неприятельский окоп, выбил противника и занял высоту 673, причем смертью своей запечатлел свой подвиг.
Был похоронен в Павловске на городском кладбище (надгробие не сохранилось). В 1916 году мать братьев Панаевых была награждена знаком отличия Св. Ольги 2-й степени. Младший из братьев Платон (1884—1918) был старшим лейтенантом флота и погиб в 1918 году.
Упомянут в стихотворении В. Хроманского, опубликованном в «Памятке Николаевского Кавалерийского Училища»
Традиции стойко одолев,
Они рождались юнкерами:
Таким же был Панаев Лев,
И мы были такими сами.

## Награды
- Орден Святого Станислава 3-й ст. (ВП 2.02.1908)
- Орден Святой Анны 3-й ст. (1911)
- Георгиевское оружие (ВП 11.10.1914)
- Орден Святого Станислава 2-й ст. с мечами (ВП 5.12.1914)
- Орден Святого Владимира 4-й ст. с мечами и бантом (ВП 28.02.1915)
- Орден Святого Георгия 4-й ст. (ВП 1.09.1915)